# Оноківська сільська територіальна громада
Оноківська сільська громада — територіальна громада в Україні, в Ужгородському районі Закарпатської області. Адміністративний центр — село Оноківці.
Утворена 19 вересня 2019 року шляхом об'єднання Невицької та Оноківської сільських рад Ужгородського району.

## Населені пункти
У складі громади 5 сіл: Кам'яниця, Гута,  Невицьке, Оноківці та Оріховиця.